# Порат, Финн
Фи́нн Доминик По́рат (нем. Finn Dominik Porath; родился 23 февраля 1997 года, Ойтин, Восточный Гольштейн, Шлезвиг-Гольштейн, Германия) — немецкий футболист, полузащитник немецкого футбольного клуба «Хольштайн».

## Клубная карьера
Финн Порат является воспитанником «Гамбурга». За вторую команду дебютировал в матче против «Санкт-Паули II», где отдал голевой пас. В матче против «Айнтрахт Брауншвейг II» Финн Порат забил свой первый гол. 20 ноября 2016 года сыграл свой единственный матч в Бундеслиге против «Хоффенхайма». Всего за дубль Гамбурга Финн Порат сыграл 25 матчей, где забил 3 мяча.
31 августа 2017 года Финн Порат был отдан в аренду в «Унтерхахинг». За клуб дебютировал в матче против «Шпортфройнде Лотте». Свой первый гол за «Унтерхахинг» Финн Порат забил в ворота «Галлешера». Всего за клуб сыграл 66 матчей, где забил 7 мячей.
1 июля 2019 года перешёл в «Хольштайн». За клуб дебютировал в матче против «Зандхаузена». Свой первый гол Финн Порат забил в ворота «Карлсруэ». В первом сезоне за Киль сыграл 21 матч, где забил 3 мяча. В следующем сезоне сыграл 40 матчей, где забил 1 гол и дошёл вместе с командой до полуфинала Кубка Германии. 28 февраля 2022 года разорвал синдесмоз.

## Карьера в сборной
В сборной Германии до 16 лет Финн Порат сыграл 9 матчей, где забил 3 мяча. За юниорскую сборную Германии Порат сыграл три матче на турнире в Мальте.